# Стефан Загмейстер
Стефан Загмейстер — австрійський графічний дизайнер, відомий своїми експериментальними підходами до дизайну та роботи у галузі реклами та музичного оформлення.

## Біографія
Стефан Загмейстер народився 6 серпня 1962 року в Австрії. Він вивчав графічний дизайн у Віденському університеті прикладних мистецтв, після чого продовжив навчання в Pratt Institute у Нью-Йорку.

## Кар'єра
Стефан заснував власну дизайн-студію Sagmeister Inc. у Нью-Йорку в 1993 році. Його творчий стиль швидко здобув популярність завдяки унікальним підходам до дизайну, що поєднують провокативні елементи та сміливу типографіку. Загмейстер працював з такими відомими музикантами, як Лу Рід, The Rolling Stones та Девід Бірн. У 2012 році його компанія стала Sagmeister & Walsh після партнерства з Джессікою Волш.
Він видав декілька книг:
- 2001 року —  Made You Look (Stefan Sagmeister, Peter Hall)
- 2008 року —  Things I have learned in my life so far
- 2009 року —  Three D: Graphic Spaces
- 2012 року —  Stefan Sagmeister: The Happy Film Pitch Book by Stefan Sagmeister (Contributor), Claudia Gould (Contributor)
- 2018 року —  Sagmeister & Walsh: Beauty
- 2023 року —  Now is Better

## Визнання
Загмейстер є одним із найвпливовіших дизайнерів сучасності, він отримав багато нагород, зокрема премію Grammy за дизайн. У 2005 році він отримав премію «Греммі» в категорії «Найкраща упаковка або спеціальний обмежений тираж» за режисерський бокс-сет Once in a Lifetime від Talking Heads. Другу премію «Греммі» —  за дизайн альбому Девіда Бірна та Брайана Іно «Everything That Happens Will Happen Today» у номінації «Греммі» за найкращий пакет записів» 31 січня 2010 року.  Його роботи експонуються у провідних музеях світу, а книги та лекції Загмейстера надихають дизайнерів по всьому світу.

## Особисте життя
Стефан активно виступає з лекціями по всьому світу, обговорюючи не тільки дизайн, але й теми щастя та творчості. Його роботи часто містять елементи самоаналізу та соціальної критики.